# یولیوس فون هاست
یولیوس فون هاست (آلمانی: Julius von Haast؛ ۱ مهٔ ۱۸۲۴ – ۱۶ اوت ۱۸۸۷) یک زمین‌شناس، سیاح، دیرین‌شناس، و پرنده‌شناس اهل آلمان بود.